# Hans Jürgen Ahrens
Hans Jürgen Ahrens (* 30. Juni 1941 in Hamburg) ist ein deutscher Jurist und war von 1996 bis 2008 Vorstandsvorsitzender des AOK-Bundesverbandes.

## Leben
Nach dem Abitur im Jahr 1961 an der Kieler Gelehrtenschule absolvierte Ahrens von April bis September 1961 seinen Wehrdienst. Zwischen Oktober 1962 und September 1967 folgte ein Jurastudium in Graz und Kiel, das er 1971 mit der Promotion zum Dr. jur. und der 2. Juristischen Staatsprüfung abschloss.
1973 machte er eine Ausbildung bei der Commerzbank zum Filialleiter, wechselte dann aber in den Landesdienst Schleswig-Holsteins, wo er zuletzt als Ministerialdirigent und Leiter einer Abteilung im Ministerium für Arbeit und Soziales, Jugend, Gesundheit und Energie mit den Schwerpunkten Sozialversicherung, Arbeitsmarktpolitik, Arbeitsgerichtsbarkeit, Sozialer und medizinischer Arbeitsschutz tätig war.
Seit dem 1. März 1994 war er Geschäftsführer des AOK-Bundesverbandes und vom 1. Januar 1996 bis zum 31. Dezember 2008 Vorstandsvorsitzender des AOK-Bundesverbandes. Nachfolger als Geschäftsführender Vorstandsvorsitzender des AOK-Bundesverbandes war bis 2011 Herbert Reichelt.